# Dobra Partia
Dobra Partia (tur. İyi Parti, İYİ) – turecka liberalna formacja polityczna założona w dniu 25 października 2017 roku przez Meral Akşener wraz z byłymi członkami Partii Narodowego Działania i byłych członków kemalistowskiej Republikańskiej Partii Ludowej. Głównym celem partii jest wprowadzenie Turcji do Unii Europejskiej.

## Historia
Partię utworzyli wybitni członkowie głównych partii w Turcji, zwłaszcza Partii Narodowego Działania (MHP) i głównej partii opozycyjnej, Republikańskiej Partii Ludowej (CHP). Plany utworzenia nowej partii pojawiły się wśród członków MHP po poparciu przez MHP kontrowersyjnego referendum konstytucyjnego z 2017 roku. Meral Aksener kandydowała z ramienia tej partii w wyborach prezydenckich w 2018 roku. Zajęła 4. miejsce, z wynikiem 7,29% głosów.